# Джиммі Роз
«Джи́ммі Роз» (англ. Jimmy Rose) — оповідання класика американської літератури Германа Мелвілла зі збірки «Яблуневий стіл та інші історії». Вперше опубліковане в журналі «Harper's Magazine» в листопаді 1855 року. У цьому творі автор підіймає проблему соціальної адаптації людини із поганою репутацією.

## Сюжет
Оповідач отримав у спадок старовинний будинок на колись престижній вулиці, на якій сьогодні залишились майже самі склади. Він знаходить приміщення у занедбану стані, як і належить дому, в якому давно ніхто не жив. Але герой оповідання пам'ятає свою молодість і молодість цієї вулиці. Він поринає у спогади, де найяскравішою постаттю зринає Джиммі Роз.
Замолоду герой оповідання був багатим, щасливим і щедрим до друзів, з яким ділився усім, що мав. Джиммі давав вечірки, на яких частував, не дивлячись на статки запрошеного. Ті бенкети були не просто гучними, але й зразково розкішними. Після банкрутства Роз переховувався від кредиторів в будинку, який тепер належить оповідачеві. По деякім часі він отримав крихітний капітал, на відсотки від якого і виживав. Цих грошей вистачало на хліб і молоко, але Джиммі ходив у гості до колишніх друзів. Враховуючи велике коло знайомств, в деякі будинки він потрапляв не частіше одного разу на рік, але і за таких умов його там ледь терпіли. Оповідач розмірковує про невдячність тих, у кого старий Джиммі вимушений жебрати бутерброд і чашку чаю до самої смерті.